# Humor
O Humor (do latim humore, "líquido") é o estado de espírito de um indivíduo. Stricto sensu, é um determinado estado de ânimo cuja intensidade representa o grau de disposição e de bem-estar psicológico e emocional de um indivíduo.
O humor (no sentido estrito) é uma das chaves para a compreensão de culturas, religiões e costumes das sociedades, sendo elemento vital da condição humana. Através dos tempos, a maneira humana de sorrir modifica-se, acompanhando os costumes e correntes de pensamento. Em cada época da história humana, a forma de pensar cria e derruba paradigmas, e o humor acompanha essa tendência sociocultural. Expressões culturais do humor podem representar retratos fiéis de uma época, como é o caso, por exemplo, das comédias gregas de Plauto e das comédias de costumes do brasileiro Martins Pena.
Para a psicologia e a neurociência afetiva, o humor é um estado afetivo, assim como as emoções. Diferentemente das emoções (que são reações intensas, breves e direcionadas a um estímulo), os humores são considerados mais difusos, menos intensos e independem de um objeto, pessoa ou evento desencadeador. Ou seja, as emoções são reações agudas, como a raiva, a tristeza, o medo e a alegria, enquanto a ansiedade, a depressão, a irritação (ou “mau humor”) e a felicidade poderiam ser classificados como humores.
O filósofo francês Émile-Auguste Chartier, mais conhecido pelo pseudônimo Alain, foi uma figura influente no pensamento francês do século XX. Em sua obra *Propos sur le bonheur* (1928), ele reflete sobre diversos aspectos da felicidade e da vida cotidiana. Em uma de suas passagens, Alain afirma:
“O bom humor tem algo de generoso: dá mais do que recebe.” (francês: La bonne humeur a quelque chose de généreux: elle donne plutôt qu'elle ne reçoit.)
Essa frase destaca a natureza altruísta do bom humor, sugerindo que, ao praticá-lo, proporcionamos mais alegria e leveza aos outros do que a que recebemos em retorno. O bom humor, assim, torna-se uma virtude que beneficia tanto quem o pratica quanto quem dele se aproxima.

## Etimologia e evolução do significado
A palavra humor surgiu na medicina humoral dos antigos gregos. Naqueles tempos, o termo humor representava qualquer um dos quatro fluidos corporais (ou humores) - sangue, fleuma, bílis amarela e bílis negra - que se considerava serem responsáveis por regular a saúde física e emocional humana. No século XVII, Ben Johnson adaptou o termo para caracterizar comicamente o que era considerado extravagante demais ou idiossincrático ao ridículo. Essa noção se popularizou ao longo dos séculos XVIII e XIX, abarcando o conceito romântico de humor como algo que indicava a excentricidade individual de uma pessoa.

## Principais linhas de pensamento
Há três grandes linhas de pensamento nos estudos do humor, sendo consideradas essencialmente complementares:

### Teorias da superioridade
Estas teorias, que datam desde a antiguidade, partem do pressuposto de que há, em toda instância de humor, uma relação de superioridade de um indivíduo frente a outro ou alguma situação. Traduz-se o riso como uma resposta a uma "glória repentina" advinda da percepção de superioridade por parte do indivíduo. A superioridade pode se dar não somente pela depreciação do outro mas também da depreciação da ética e da moral estabelecidas, como em piadas e trocadilhos que zombam das regras sociais ou mesmo das gramaticais. Assim, aqui há também a questão do que é socialmente aceitável ou condenável. Para alguns pensadores dessa corrente, como Platão e Aristóteles, o humor e o ridículo são potencialmente "vulgares", "perturbadores" e até "pecaminosos"; por isso, sua contenção e seu controle são por vezes advogados.

### Teorias da incongruidade
A incongruidade, aqui, é tida como força motriz de toda situação cômica, sendo a mesma identificada como uma "experiência frustrada". Immanuel Kant alegava que o humor surge da "transformação repentina de uma grande expectativa em nada". O humor é tido como a dissolução violenta de uma atitude emocional, produzida pela associação de duas ideias inicialmente distantes e até opostas. Segundo estes preceitos, a piada de boa qualidade deverá, necessariamente, mesclar dois elementos altamente contrastantes, de forma que se estabeleça forte relação entre ambos.
Para que a piada tenha boa aceitação pelo público, haja ideias opostas que se apresentam na piada. Da mesma forma, o comediante deve se inteirar sobre os aspectos socioculturais do público para que consiga estabelecer relações inusitadas para aquela plateia, uma vez que certas relações podem parecer inusitadas para um grupo e não para outro.

### Teorias do alívio
Segundo estas teorias, desenvolvidas principalmente a partir do século XIX, o humor pode provir da remoção de uma tensão e, por isso, tem efeitos positivos, como evitar o tédio e a melancolia.
Sigmund Freud teorizou que esta tensão é resultado da ação da "censura", nome que deu às proibições internas que impedem o indivíduo de dar forma aos seus impulsos naturais. Segundo Freud, o humor seria uma forma de enganar a censura e, portanto, provocar alívio e, por conseguinte, o riso. A censura é enganada se a quebra da proibição for disfarçada por uma ideia que não denote algo proibido. Como um insulto dito como "brincadeira".